# 字根
字根是字形類中文輸入法拆字的基本形狀單位。
舉例說，「妲」這個字，倉頡輸入法拆碼為「女(V)、日(A)、一(M)」，大易輸入法拆碼為「女(L)、日(D)、一(E)」，行列輸入法拆碼為「女(W)、日(P)、一(A)」，嘸蝦米輸入法拆碼為「女(G)、日(D)、一(E)」，「女、日、一」即是這幾種輸入法的字根。

## 意義
由於字根是對漢字拆碼的基本單位，使用者多半必須全部記住，才能靈活地使用一種輸入法拆出所有漢字。某方面而言，一種輸入法如果字根數目越少，記憶的負擔便越小，學習便較輕鬆。但實際上易學易記與否，還與字根和字碼的聯想性有關。
由於漢字的部件有很多，但電腦鍵盤的按鍵數目有限，不少輸入法都會把字根分作「主根」（主要字根）和「輔根」（輔助字根）兩類。主根是該組字根的代表，常常會作爲該鍵的鍵名；輔根則隸屬主根之下。

## 常見輸入法的字根

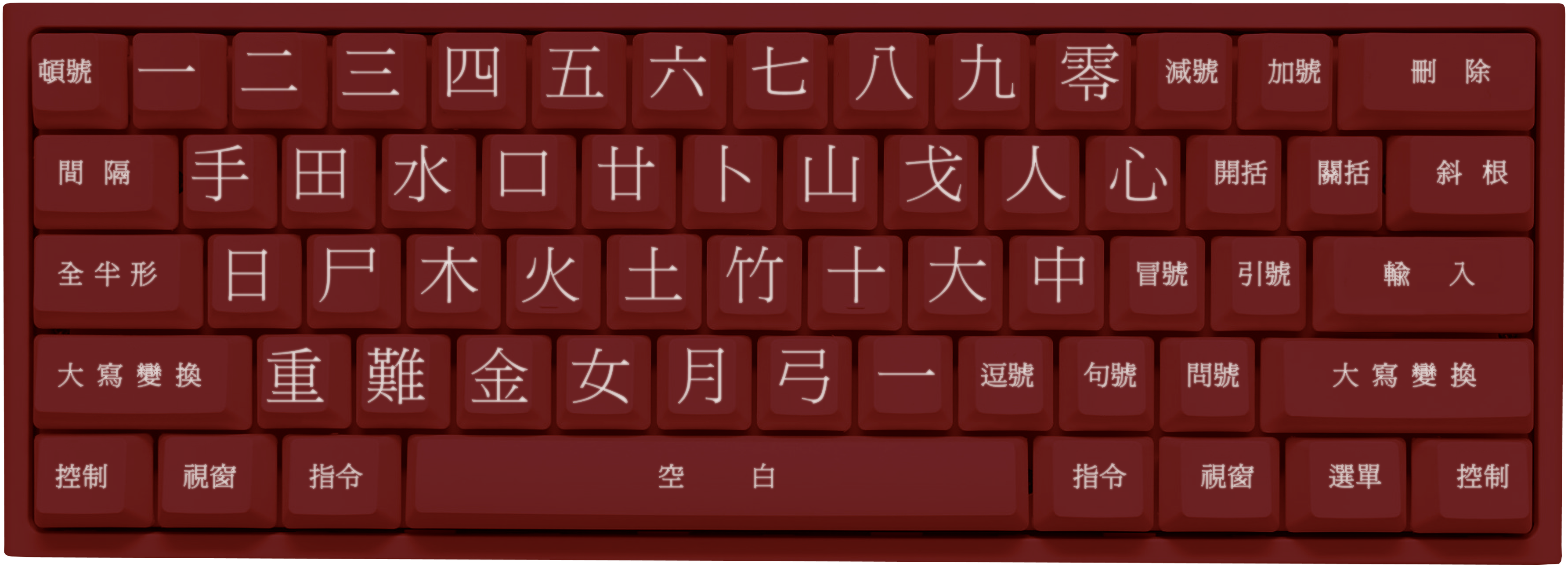
只印上了倉頡字根的鍵盤，模仿007系列電影《明日帝國》中出現的中文電腦鍵盤

### 倉頡輸入法的字根
由於倉頡輸入法發明人放棄了專利，衍生版本眾多，各版本的字根數有差異。若依發明人朱邦復撰寫的《第五代倉頡輸入法手冊》，共計113個字根。當中主根有24個，稱爲「倉頡字母」，分佈在標準QWERTY鍵盤上的A至W鍵及Y鍵，分別有：「哲理類」的「日、月、金、木、水、火、土」；「筆畫類」的「竹、戈、十、大、中、一、弓」；「人體類」的「人、心、手、口」；「字形類」的「尸、廿、山、女、田、卜」。同時，根據這24個字母的外形，衍生出其餘輔根，稱爲「輔助字形」。每個輔根都跟主根在視覺外觀上或形狀上有關聯。
參見維基敎科書上的倉頡輸入法敎程 （页面存档备份，存于）、第五代倉頡輸入法手冊（影印版） （页面存档备份，存于）、倉頡之友·香港。

### 大易輸入法的字根
大易輸入法的字根總共有254個，當中主根爲40個，分佈在標準QWERTY鍵盤上的A至Z鍵、1至0鍵及; , . /這4個符號鍵，包括：「五行類」的「金、木、水、火、土」；「人類類」的「人、心、 口、言、耳、目、手、足、女」；「動物類」的「牛、馬、鹿、犭、虫、魚、鳥」；「自然類」的「日、月、山、石、雨」；「農業類」的「田、禾、米、竹、艹」；「工藝及其他類」的「工、車、舟、糸、革、立、一、四、王」。這40個主根會衍生出其餘輔根，衍生的方法主要根據形狀變化。
參見大易官方網站的大易字根表（页面存档备份，存于）、大易字根歸類與演繹邏輯說明（页面存档备份，存于）。

### 五筆字型輸入法的字根
五筆字型輸入法有多個版本，86版使用234個字根，98版使用259個字根，新世纪版使用了226個字根。當中鍵名字根有25個。
參見五筆字根表網站 （页面存档备份，存于）。

### 嘸蝦米輸入法的字根
在嘸蝦米輸入法官方網站中，它的基本字根總共有341個，見嘸蝦米字根總表 （页面存档备份，存于）。另有156個簡速字根，共計497個，見嘸蝦米簡速字根總表 （页面存档备份，存于）。然而，有輸入法研究者指官方列表上省去或遺漏了一些近形字根，例如只列出「夂」卻省去「攵」，只列出「佳」卻省去「隹」等。如果計算回省去或遺漏的字根，實際字根數量不止於此。
據嘸蝦米用戶Deltazone（洋蔥）的羅列，嘸蝦米輸入法的基本字根實際上應有580個，每個字母包含的字根數量如下表所列：
| 字母     | A | B  | C  | D  | E  | F  | G  | H  | I  | J  | K  | L  | M  | N  | O  | P  | Q  | R  | S  | T  | U  | V  | W  | X  | Y  | Z  |
| 字根數量 | 8 | 28 | 26 | 25 | 33 | 50 | 24 | 20 | 10 | 12 | 29 | 26 | 22 | 24 | 14 | 20 | 26 | 31 | 33 | 11 | 20 | 11 | 31 | 20 | 10 | 16 |

簡速字根方面，Deltazone（洋蔥）亦發現嘸蝦米有5個隱藏簡速字根，分別爲：A=、F=對的左旁、P=、Q=眾的下方、Y=丫。同時，嘸蝦米的一碼字中，去除「的」字及中文數字（它們已作為基本字根），餘下那14個也可以作簡速字根，即：A=、G=、H=、I=、M=、N=、P=、Q=、T=、U=、V=、X=、Y=、Z=整。加起來共有175個簡速字根。
因此，基本字根和簡速字根加起來，字根總數有755個。

### 行列輸入法的字根
行列輸入法的字根總共有260個，見行列字根及字根碼。

### 輕鬆輸入法的字根
輕鬆輸入法的字根總共有75個，見輕鬆字形鍵盤表。不過輕鬆輸入法每字只取首尾兩碼，換言之只取漢字的開端和結尾特徵，不涉及漢字的中間部份。